# رزل
رزل (انگلیسی: Rozelle) حومه واقع در غرب سیدنی است و در ایالت نیو ساوت ولز استرالیا قرار دارد. این منطقه در ۴ کیلومتری غرب منطقه تجاری سیدنی در حومه شورای داخلی غربی واقع است.